# Regjeringskvartalet

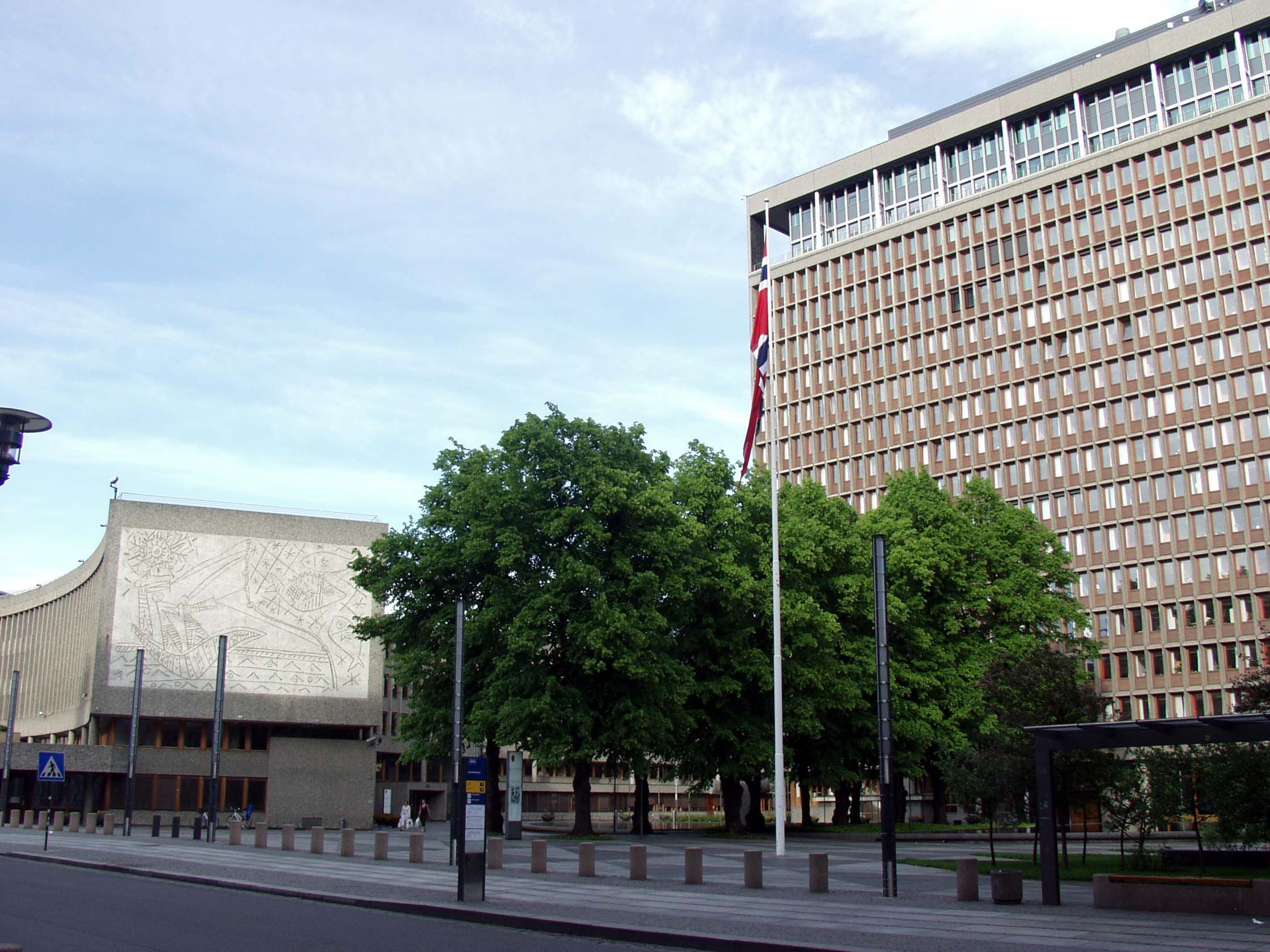
Regjeringskvartalet från Nygaardsvolds plass, 2005. Till vänster ligger Y-blokken, till höger Høyblokken, båda ritade av Erling Viksjø i brutalistisk stil.

Regjeringskvartalet (”regeringskvarteret”) är en samling byggnader i Oslos centrum som inrymmer en rad av den norska regeringens kanslibyggnader. Regjeringskvartalet ligger vid Akersgata och Einar Gerhardsens plass (Hammersborg).

## Byggnader
Kvarteret består av följande byggnader:
- Akersgaten 40 (G-blokken) – Finansdepartementet
- Akersgaten 42 (Høyblokken) - ritat av Erling Viksjø
- Akersgaten 44 (Y-blokken) - ritat av Erling Viksjø
- Akersgaten 59 (R5)
- Einar Gerhardsens plass 1 (R4) – Olje- och energidepartementet och Närings- och handelsdepartementet
- Einar Gerhardsens plass 3–Møllergata 19 (S-blokken)

Den äldsta byggnaden är uppförd av arkitekt Henrik Bull mellan 1901 och 1904. Den var tänkt som en del av en monumental, jugendpräglad anläggning, varav bara en flygel kom att byggas. Först 1939 togs byggfrågan upp igen med en arkitekttävling som vanns av Erling Viksjø. Ett höghus på femton våningar (Høyblokken) uppfördes 1958, och byggdes till med två våningar 1990.
År 1969 tillkom det så kallade Y-blokken, också ritat av Viksjø, delvis genom en övertäckning av Arne Garborgs plass. De nyare delarna krävde att Empirekvarteret med Christian H. Groschs sjukhusbyggnader revs, trots protester bland annat från norska riksantikvarien.
Det så kallade S-blokken byggdes där fängelset bakom Møllergata 19 hade legat, och stod färdigt 1978. 1981 gjordes också Møllergata 19 till regeringskontor, och 1988 genomfördes det fjärde steget i komplexet, R4. S-blokken och R4 är ritade av Viksjøs Arkitektkontor A/S, som då leddes av Per Viksjø. Det femte steget, R5, ritat av Torstein Ramberg, stod färdigt 1996.
En sjätte byggnad har uppförts i kvarteret mellan Teatergata och Munchs gate, ritat av BA Arkitekter AS.

## Terrordådet
Den 22 juli 2011 utsattes Regjeringskvartalet för ett terrorangrepp där åtta människor dog. I angreppet användes en bilbomb som orsakade stora materiella skador på byggnaderna i Regjeringskvartalet och det kringliggande området. Angreppet planerades och utfördes av en högerextrem islamkritisk man, Anders Behring Breivik. Samma dag sköt han ihjäl minst 69 människor på AUF:s sommarläger på Utøya.
S-blokken, R4 och Høyblokken fick stora skador. Delar av Regjeringskvartalet, däribland Høyblokken, stod under byggnadsminnesskydd. Høyblokken och Y-blokken representerar välfärdsstatens palatsarkitektur, tillsammans med bland annat Rikstrygdeverkets byggnad på Drammensveien 60 och Norges vassdrags- og energidirektorats byggnad på Middelthuns gate 29, båda i Oslo. 

### Minnesmärken
Huvudartikel: Memory wound
Regeringen har beslutat uppföra ett nationellt minnesmärke i regeringskvarteret. Efter en tävling utsågs i februari 2014 Jonas Dahlbergs förslag Minnenas sår till vinnare. Planerna på att genomföra minnesmärket i denna form stoppades av den norska regeringen i juni 2017.

## Bilder

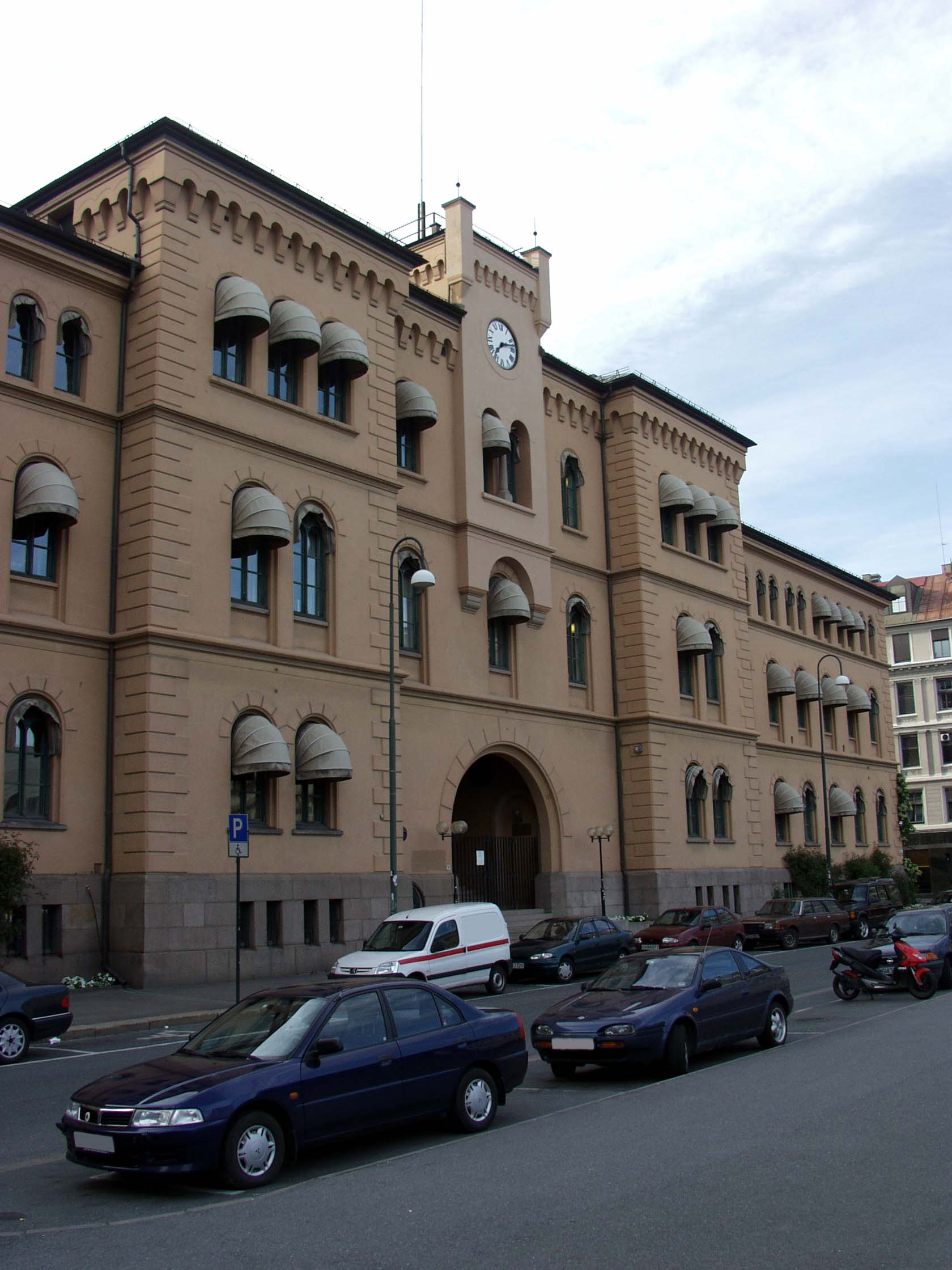
Møllergata 19 är en del av S-blokken
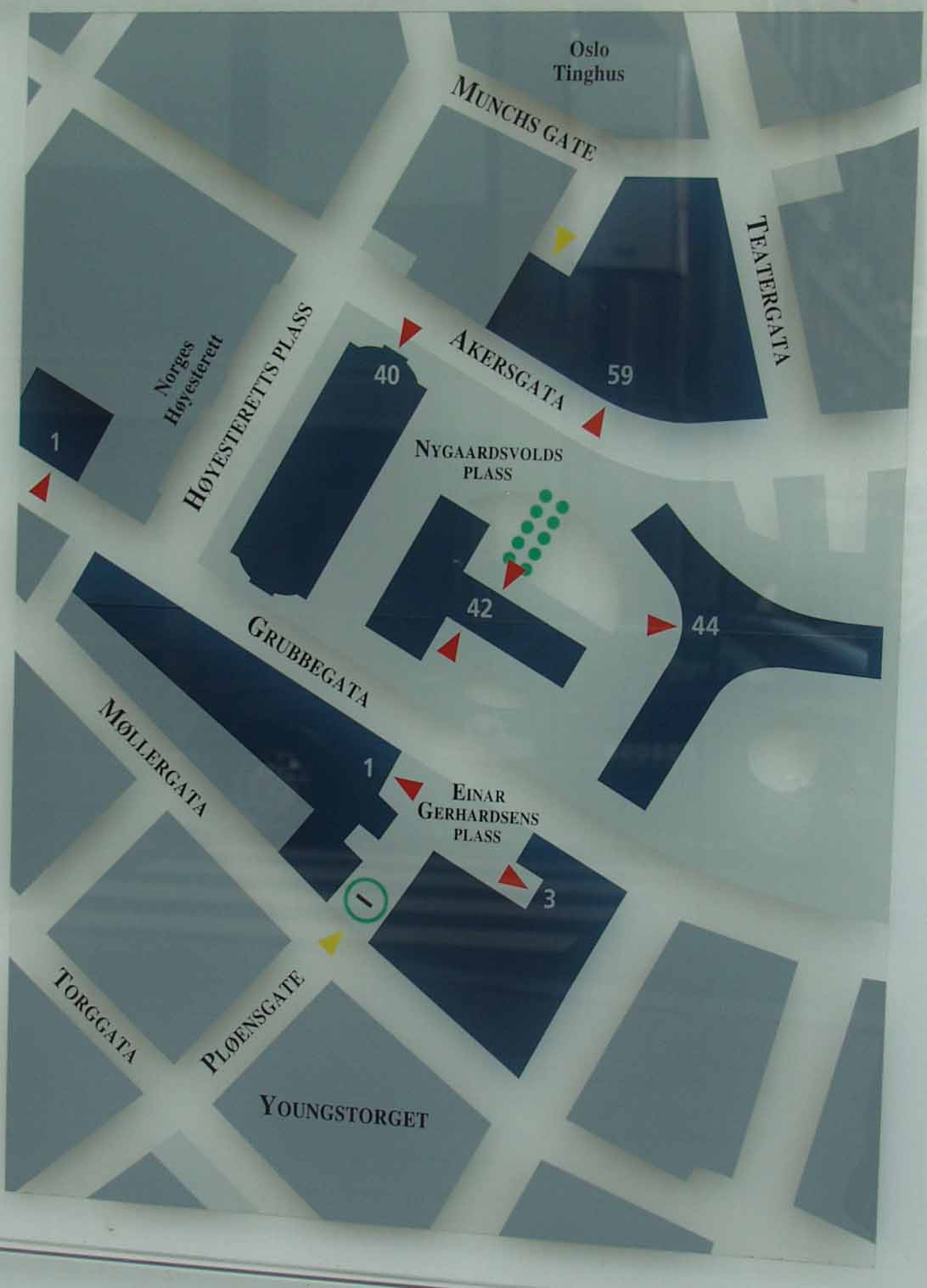
Karta över Regjeringskvartalet
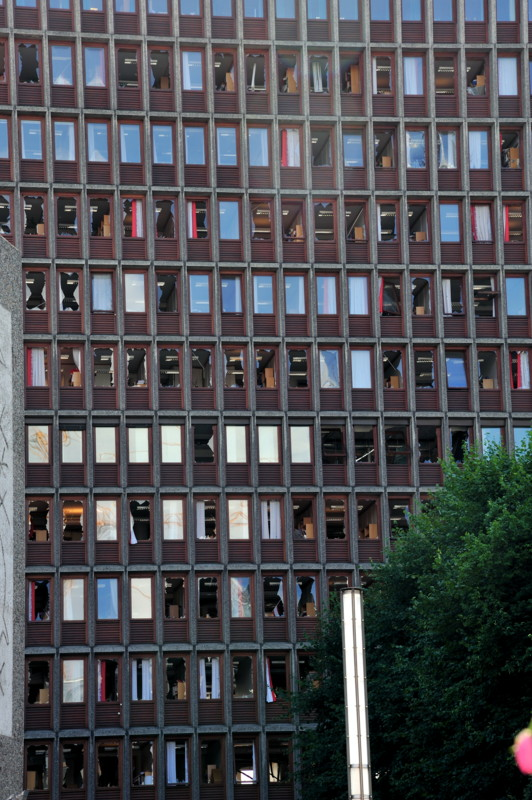
Regjeringskvartalet efter bombdådet den 22 juli 2011